# Municipio de Hudgin
El municipio de Hudgin (en inglés: Hudgin Township) es un municipio ubicado en el condado de Cleveland en el estado estadounidense de Arkansas. En el año 2010 tenía una población de 325 habitantes y una densidad poblacional de 4,85 personas por km².

## Geografía
El municipio de Hudgin se encuentra ubicado en las coordenadas 34°0′19″N 91°59′23″O / 34.00528, -91.98972. Según la Oficina del Censo de los Estados Unidos, el municipio tiene una superficie total de 66.97 km², de la cual 66,95 km² corresponden a tierra firme y (0,02 %) 0,02 km² es agua.

## Demografía
Según el censo de 2010, había 325 personas residiendo en el municipio de Hudgin. La densidad de población era de 4,85 hab./km². De los 325 habitantes, el municipio de Hudgin estaba compuesto por el 96,62 % blancos, el 1,54 % eran afroamericanos, el 0,31 % eran amerindios, el 0,31 % eran asiáticos y el 1,23 % eran de una mezcla de razas. Del total de la población el 0 % eran hispanos o latinos de cualquier raza.